# Neaxiopsis gundlachi
Neaxiopsis gundlachi är en kräftdjursart som först beskrevs av von Martens 1872.  Neaxiopsis gundlachi ingår i släktet Neaxiopsis och familjen Axiidae. Inga underarter finns listade i Catalogue of Life.